# ديفيد ماكدونالد (مخرج أفلام)
ديفيد ماكدونالد (بالإنجليزية: David MacDonald)‏ (و. 1904 – 1983 م) هو مخرج أفلام، وكاتب سيناريو، ومنتج أفلام بريطاني، توفي في لندن، عن عمر يناهز 79 عاماً.

## وصلات خارجية
- ديفيد ماكدونالد على موقع IMDb (الإنجليزية)
- ديفيد ماكدونالد على موقع ألو سيني (الفرنسية)
- ديفيد ماكدونالد على موقع أول موفي (الإنجليزية)
- ديفيد ماكدونالد على موقع قاعدة بيانات الأفلام السويدية (السويدية)
- ديفيد ماكدونالد على موقع قاعدة بيانات الفيلم (الإنجليزية)
- ديفيد ماكدونالد على موقع كينوبويسك (الروسية)